# Nüwa

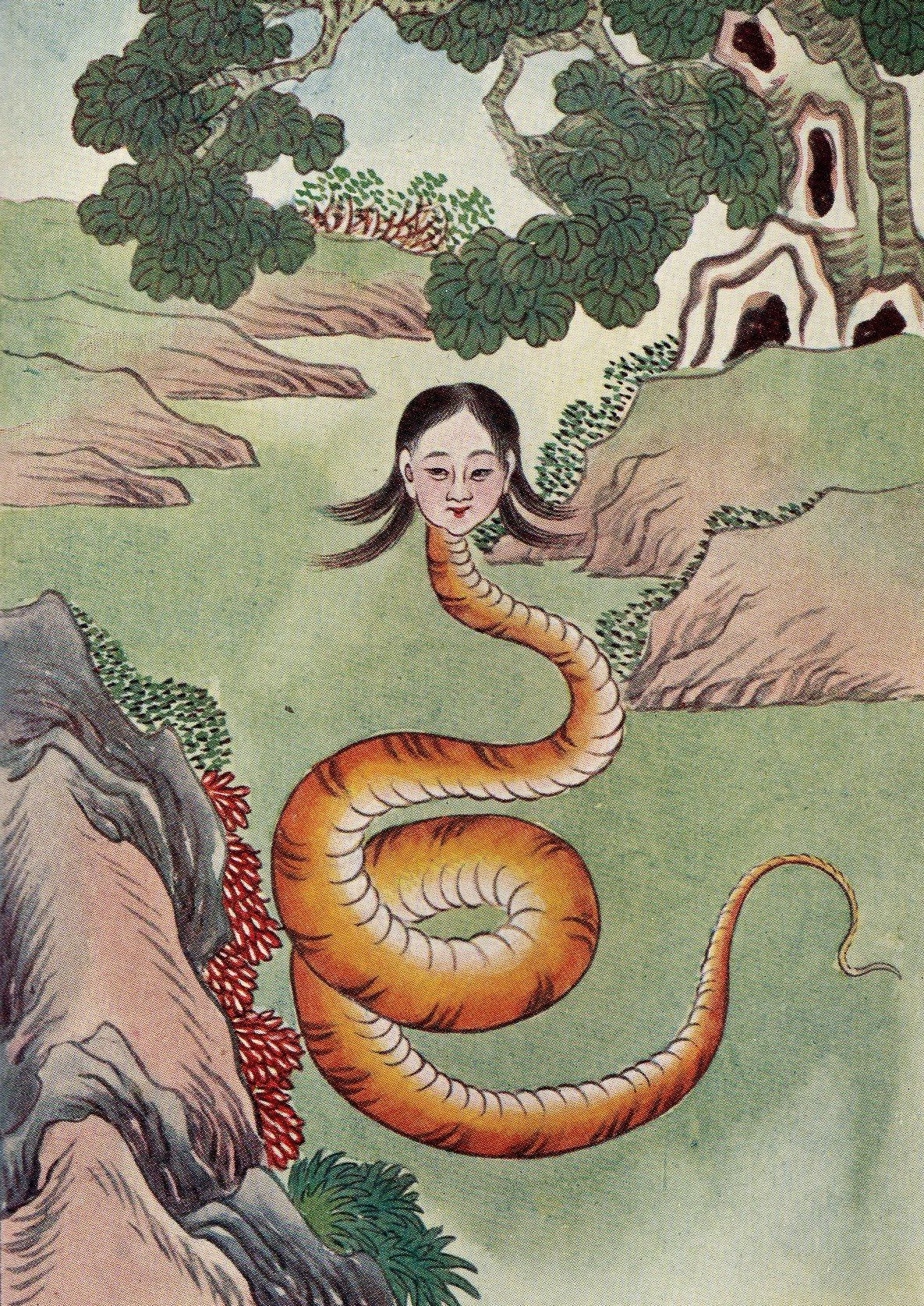
Nüwa na ilustraci z roku 1922

Nüwa nebo také Nü Kua je postava z čínské mytologie. Bývá zobrazována s ženskou hlavou a hadím tělem. Jejími rodiči jsou „Nefritový císař“ Jü-Chuang (otec) a Huaxu (matka).
Podle čínských náboženských představ byla země zprvu pustá, teprve bohyně Nüwa na ní stvořila všechny živočichy i člověka. Lidi původně dělala z jemné žluté hlíny, ale dlouho to trvalo, proto začala ratolestí révy vinné rozstřikovat bláto, které ožilo. Lidé vytvoření ze žluté hlíny se stali čínskou aristokracií a z kapek bláta vznikli ostatní, podřízení lidé. 
Poté, co byly při válce mezi bohy zničeny sloupy podpírající nebeskou klenbu, zachránila Nüwa lidstvo tím, že utrhla nohy obrovské želvě Ao a znovu jimi klenbu podepřela (proto se želva těší u Číňanů dosud velké vážnosti). Podle jiné verze použila k vyspravení klenby roztavené kameny pěti různých barev, odtud učení o pěti prvcích. Nepodařilo se jí však udělat pilíře úplně stejné, proto je svět nakřivo a všechny řeky v Číně tečou východním směrem. 
Nüwa také vynalezla instituci manželství, když uzavřela sňatek se svým bratrem Fu-sim, který se stal prvním čínským císařem. Jejich spojení se odráží v polaritě jin a jang. Vztah Nüwy a Fu-siho bývá vykládán jako symbol přechodu společnosti od matriarchátu k patriarchátu. Nüwa jako udržovatelka života bývá zobrazována v hadí podobě, protože had dokáže sám sebe omlazovat svlékáním kůže. 
Vyprávění o Nüwě vychází ze spisu Lie-c', který v 5. století př. n. l. shrnul legendy o počátcích čínské civilizace. Důležitou roli hraje tato postava také v románu Feng-šen Jen-i, klíčovém literárním díle z období dynastie Ming. 